# Улица Корнеева (Санкт-Петербург)
Улица Корне́ева — улица в Кировском районе Санкт-Петербурга. Проходит от проспекта Стачек за улицу Маршала Говорова.

## История
Первоначальное название Елизаветинская улица известно с 1900 года, происходит от имени землевладельца.
Переименована в улицу Корнеева с 6 октября 1923 года, в честь С. С. Корнеева, рабочего Путиловского завода, председателя Нарвско-Петергофского районного Совета народных депутатов.

## Достопримечательности
- Дом 2 — Жилой дом. 1953 г. Сталинский неоклассицизм[3].
- Дом 4 — Жилой дом. 1955 г. Сталинский неоклассицизм[4].
- Дом 6 — Жилой дом с библиотекой. 1968 г.[5]
- Дом 12 — Жилой дом. 1955 г.[6]

По нечётной стороне домов не осталось, последний старинный дом снесли при строительстве ЗСД.